# Equivalente mecânico do calor

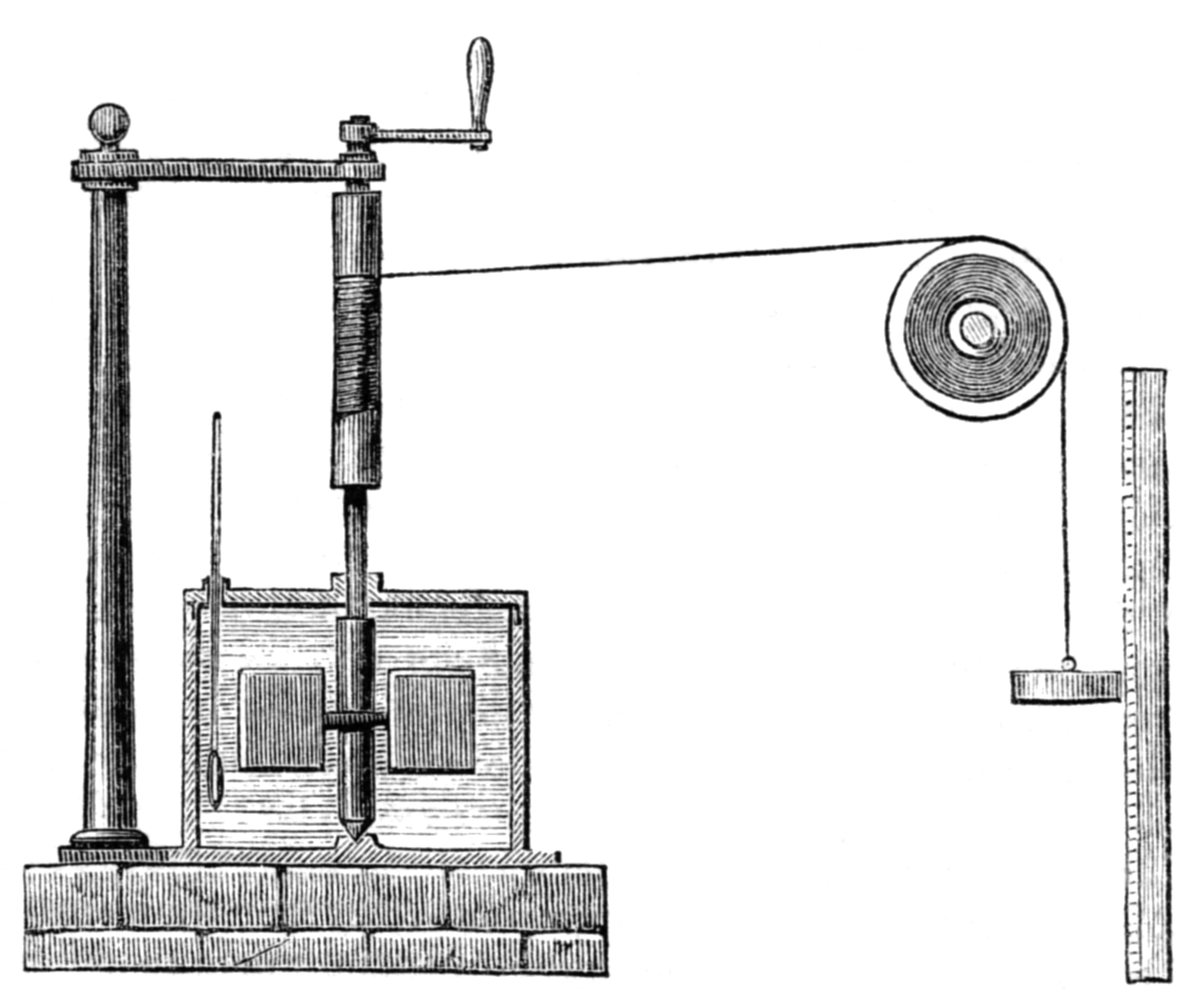
Aparato de Joule para a medição do equivalente mecânico do calor no qual o trabalho realizado pelo peso de um objeto em queda é convertido em calor transferido à água.

Na história da ciência, o equivalente mecânico do calor foi um conceito que teve uma parte importante no desenvolvimento e aceitação da conservação da energia e no estabelecimento da ciência da termodinâmica no século XIX.
O conceito estabelece que o movimento e o calor são mutuamente intercambiáveis e que em cada caso, uma dada quantidade de trabalho irá gerar a mesma quantidade de calor.
A identificação do calor como uma forma de energia levou ao problema de determinação da "taxa de câmbio" entre caloria e a unidade mecânica de energia. As experiências  para a determinação desse equivalente mecânico da caloria foram realizadas por Joule.

## História e disputa de prioridade
Benjamin Thompson, o conde Rumford, observara o calor de fricção gerado pelo canhão chato no arsenal de Munique, na Alemanha, por volta de 1797. Rumford mergulhou um cano de canhão na água e providenciou uma ferramenta de perfuração especialmente embotada. Ele mostrou que a água poderia ser fervida em cerca de duas horas e meia e que o suprimento de calor por atrito era aparentemente inesgotável. Baseado em seus experimentos, ele publicou "Uma Investigação Experimental sobre a Fonte do Calor que é Excitada por Fricção", (1798), Philosophical Transactions of the Royal Society, p. 102. Este artigo científico forneceu um desafio substancial às teorias estabelecidas de calor e iniciou a revolução do século XIX na termodinâmica. O experimento inspirou o trabalho de James Prescott Joule na década de 1840. As medições mais exatas de Joule sobre a equivalência foram cruciais no estabelecimento da teoria cinética em detrimento da teoria calórica.
A ideia de que o calor e o trabalho são equivalentes também foi proposta por Julius Robert von Mayer em 1842 no principal periódico alemão de física e de forma independente por James Prescott Joule em 1843, no principal periódico britânico de física. Um trabalho semelhante foi realizado por Ludwig A. Colding em 1840-1843, embora o trabalho de Colding fosse pouco conhecido fora de sua Dinamarca natal. Uma colaboração entre Nicolas Clément e Sadi Carnot na década de 1820 teve alguns pensamentos relacionados nas mesmas linhas.
Em 1845, Joule publicou um artigo intitulado "The Mechanical Equivalent of Heat", no qual ele especificou um valor numérico para a quantidade de trabalho mecânico necessário para produzir uma unidade de calor. Em particular, Joule havia experimentado a quantidade de trabalho mecânico gerado pelo atrito necessário para elevar a temperatura de um quilo de água em um grau Fahrenheit e encontrou um valor consistente de 778,24 libras de força de pé (4,1550 J · cal-1).
Joule argumentou que o movimento e o calor eram mutuamente intercambiáveis e que, em todos os casos, uma determinada quantidade de trabalho geraria a mesma quantidade de calor. Von Mayer também publicou um valor numérico para o equivalente mecânico do calor em 1845, mas seu método experimental não foi tão convincente.
Embora um valor padronizado de 4,1860 J · cal − 1 tenha sido estabelecido no início do século 20, na década de 1920, percebeu-se que a constante é simplesmente o calor específico da água, uma quantidade que varia com a temperatura entre 4,17 e 4,22 J • g − 1 • ° C − 1. A mudança na unidade foi o resultado do desaparecimento das calorias como uma unidade em física e química. Ambos von Mayer e Joule se depararam com negligência inicial e resistência, apesar de terem publicado nos principais periódicos europeus de física, mas em 1847, muitos dos principais cientistas da época estavam prestando atenção. Hermann Helmholtz em 1847 publicou o que é considerado uma declaração definitiva da conservação de energia. Helmholtz havia aprendido lendo as publicações de Joule, embora Helmholtz finalmente tenha dado crédito a Joule e von Mayer por prioridade.
Também em 1847, Joule fez uma apresentação bem freqüentada na reunião anual da Associação Britânica para o Avanço da Ciência. Entre os presentes, estava William Thomson. Thomson ficou intrigado, mas inicialmente cético. Nos dois anos seguintes, Thomson se tornou cada vez mais convencido da teoria de Joule, finalmente admitindo sua condenação impressa em 1851, creditando simultaneamente von Mayer. Thomson colaborou com Joule, principalmente por correspondência, Joule conduzindo experimentos, Thomson analisando os resultados e sugerindo mais experimentos. A colaboração durou de 1852 a 1856. Seus resultados publicados contribuíram muito para a aceitação geral do trabalho de Joule e da teoria cinética.
No entanto, em 1848, von Mayer tinha visto pela primeira vez os documentos de Joule e escreveu para a Academia Francesa de Ciências para afirmar a prioridade. Sua carta foi publicada no Comptes Rendus e Joule reagiu rapidamente. A relação próxima de Thomson com Joule permitiu que ele se arrastasse para a controvérsia. O par planejou que Joule admitisse a prioridade de von Mayer para a ideia do equivalente mecânico, mas para afirmar que a verificação experimental estava baseada em Joule. Os associados de Thomson, colegas de trabalho e parentes como William John Macquorn Rankine, James Thomson, James Clerk Maxwell e Peter Guthrie Tait juntaram-se para defender a causa de Joule.
No entanto, em 1862, John Tyndall, em uma de suas muitas excursões à ciência popular e muitas disputas públicas com Thomson e seu círculo, deu uma palestra na Royal Institution intitulada On Force, na qual ele creditou von Mayer conceber e medir o equivalente mecânico do calor. Thomson e Tait ficaram furiosos, e uma indigna troca de correspondência pública ocorreu nas páginas da Philosophical Magazine, e nas mais populares Boas Palavras. Tait até recorreu a defender a causa de Colding em uma tentativa de minar von Mayer. Embora Tyndall novamente tenha pressionado a causa de Von Mayer em Heat: A Mode of Motion (1863) com a publicação do Thermo-Dynamics, de janeiro de 1864, pela editora Edinburgh Review, selada por Joule, enquanto a de von Mayer entrou em um período de obscuridade.

## Experiência

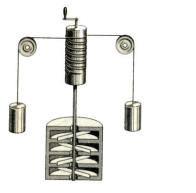
Representação esquemática da determinação do equivalente mecânico do calor com dois pesos.

Num calorímetro cheio de água, é inserido um conjunto de paletas presas a um eixo. Este é colocado em rotação pela queda de um par de pesos. O atrito das paletas aquece a água, cuja variação de temperatura, determinada por um termômetro, corresponde a um certo número de calorias. O trabalho mecânico equivalente é medido pela altura da queda dos pesos.
Joule observou que podia elevar de 1º F a temperatura da água quando utilizada uma massa de 772 libras caindo a uma distância de um pé. Repetiu a experiência inúmeras vezes, introduzindo variantes no método como: mudança da natureza do fluido, material das paletas e o processo de aquecimento. Constatou que eram necessários aproximadamente 4,184 J para elevar de 1º C a temperatura de 1 g de água.

## Livros
- Lloyd, J.T. (1970). "Background to the Joule-Mayer Controversy". Notes and Records of the Royal Society. 25 (2): 211–225 10.1098/rsnr.1970.0030
- Sharlin, H.I. (1979). Lord Kelvin: The Dynamic Victorian. Pennsylvania State University Press.  ISBN 0-271-00203-4[1] , pp. 154–5
- Smith, C. (1998). The Science of Energy: A Cultural History of Energy Physics in Victorian Britain. Chicago University Press. ISBN 0-226-76421-4[2]
- Smith, C. (2004) "Joule, James Prescott (1818-1889)", Oxford Dictionary of National Biography, Oxford University Press,<http://www.oxforddnb.com/view/article/15139[3], acessed 26 August 2019> (subscription required)
- Zemansky, M.W. (1968) Heat and Thermodynamics: An Intermediate Textbook, McGraw-Hill, pp. 86–87

1. ↑  Sharlin, Harold I. (1979). Lord Kelvin, the dynamic Victorian. University Park: Pennsylvania State University Press. ISBN 0271002034. OCLC 4136330
2. ↑  Smith, Crosbie. (1998). The science of energy : a cultural history of energy physics in Victorian Britain. Chicago: University of Chicago Press. ISBN 0226764206. OCLC 39147900
3. ↑  «Joule, James Prescott (1818–1889), physicist - Oxford Dictionary of National Biography». www.oxforddnb.com (em inglês). Consultado em 26 de agosto de 2019